# آئینه (مجموعه تلویزیونی)
آئینه با نام اولیهٔ زشت و زیبا یک مجموعهٔ تلویزیونی ایرانی به کارگردانی غلامحسین لطفی است که سری اول آن در ۱۳ قسمت تولید، و نخستین بار در ششم شهریورماه ۱۳۶۴ از شبکه ۱ پخش شد. بعدها دو سری دیگر از این مجموعه تلویزیونی ساخته شد؛ سری دوم آن در ۱۳ قسمت توسط غلامحسین لطفی و سری سوم آن در سال ۱۳۶۶ توسط «فریدون فرهودی» کارگردانی گردید. این مجموعه تلویزیونی، دوشنبه شب‌ها از تلویزیون پخش می‌شد.

## خلاصه داستان
در هر قسمت از این مجموعه تلویزیونی، یکی از مسائل اجتماعی - خانوادگی به تصویر کشیده می‌شد. داستان هر بخش مستقل بود و مضامینی نظیر مادرزن و مادرشوهر، همسایگی، روابط مالک و مستأجر، خرافه‌گرایی، بهانه‌جویی، توقع بی‌جا، دهان‌بینی و بی‌مسئولیتی و غیره، محور اصلی آن‌ها بود. در پایان هر بخش، روشهای ساده و بهتر زیستن، در سکانسی تحتِ عنوانِ «زندگی شیرین می‌شود» ارائه می‌شد.
عنوان برخی قسمت‌های این مجموعه تلویزیونی عبارت بودند از:
1. آفتاب لب بام
2. گل بی‌خار کجاست؟
3. رویاهای مادربزرگ
4. چون دوست دشمن است…
5. بیا قدر یکدیگر بدانیم
6. بر باد رفته
7. دوران کودکی
8. قسمت
9. تنهایی
10. بن‌بست
11. چشم‌روشنی
12. عروسک
13. دهن‌بین

## بازیگران و عوامل تولید

### بازیگران سری اول و دوم (۱۳۶۵–۱۳۶۴)
- اسماعیل محرابی
- رضا بابک
- رؤیا افشار
- مهین شهابی
- اکبر رحمتی
- آشا محرابی
- جواد خدادادی
- مرجانه گلچین
- حمید عبدالملکی
- فردوس کاویانی
- پوراندخت مهیمن
- سیاوش طهمورث
- گوهر خیراندیش
- جمشید اسماعیل‌خانی
- حسن زارعی
- بمانی دلدار گلچین
- پروین حضرتی
- مهرداد شیرازی
- بهروز هنر بخش
- مهران رسام
- سارا کبیری
- حسین کسری
- حسین رضوی
- آرزو شهابی
- یحیی ایل‌بیگی
- لیلا باقری
- رضا تفکری
- اصغر فریدی
- زیبا اعتمادی
- حیدر قزوینیان
- مازیار میرزائی

### بازیگران سری سوم (۱۳۶۸)
- رضا بابک
- اسماعیل محرابی
- مهین شهابی
- پوراندخت مهیمن
- ثریا قاسمی
- مرتضی احمدی
- پانته‌آ بهرام
- قاسم زارع
- فاطمه گودرزی
- صدیقه کیانفر
- مهشید افشارزاده
- علی اوسیوند
- شمسی فضل‌الهی
- غلامرضا طباطبایی
- خسرو فرخزادی
- بدری نوراللهی
- محمد عمرانی
- سیما تیرانداز
- حمیده خیرآبادی
- افشین زی‌نوری
- داریوش موفق
- هوشنگ خلعتبری
- شهین نجف‌زاده
- محمدتقی شریفی
- حمید شوقی
- ندا گنجی
- نیما نیک‌اخلاق
- بهنام یوسفی
- بهمن مدنی
- فریدون بهمنی
- علی جعفری
- حمید شوقی
- پروین تمجیدی
- مجید کربلایی
- صفیه آقاجانی (صفا آقاجانی)
- ماندانا اصلانی